# بیل آسپری
بیل آسپری (انگلیسی: Bill Asprey؛ زادهٔ ۱۱ سپتامبر ۱۹۳۶) بازیکن فوتبال اهل بریتانیا است.
از باشگاه‌هایی که در آن بازی کرده است می‌توان به باشگاه فوتبال استوک سیتی، باشگاه فوتبال پورت ویل، و باشگاه فوتبال اولدهام اتلتیک اشاره کرد.